# Automóvil Club Argentino
Automóvil Club Argentino (ACA) es la institución encargada de fiscalizar y organizar el automovilismo deportivo en la República Argentina. También brinda servicios en asistencia al viajero, auxilio mecánico, cartografía, hospedaje y otros servicios relacionados con el turismo y fomenta el uso del automóvil. Fue fundado el 11 de junio de 1904, desde 1926 está afiliado a la Federación Internacional del Automóvil y también a la Confederación Deportiva Automovilística Sudamericana (CODASUR).

## Historia
El Automóvil Club Argentino fue fundado por Juan Abella, Dalmiro Varela Castex, Felix Álzaga Unzué, Alfredo T. Fernández Torres, Carlos de Álzaga, José Pacheco Anchorena, Alfredo Tornquist (banquero), Horacio Anasagasti, Juan Drysdale, Ubaldo de Sívori, Henry Thompson, Antonio de Marchi y Alfredo de Marchi, entre otros. Su primera sede estuvo en la calle Rodríguez Peña 178.

## Aportes a la comunidad
- Impulsó la ley nacional de vialidad durante la presidencia de Agustín Pedro Justo.
- Creó la Escuela de conductores.
- En 1992 creó el Instituto Superior de enseñanza.
- Creación del Museo de Automóviles Históricos.

## Publicaciones
Desde el año 1961 el ACA comenzó con la edición de la Revista Autoclub.

## Premios
- Premio Santa Clara de Asís a la revista Autoclub. Otorgado el día 31 de agosto de 2003 por la Liga de Madres de Familia.[1]
- Premio Konex - Mención Especial (Deportes) en 1980 por su aporte al automovilismo argentino.
- Premio Konex - Mención Especial (Comunidad-Institución-Empresa) en 1988 por su aporte a la comunidad.

## Cobertura nacional

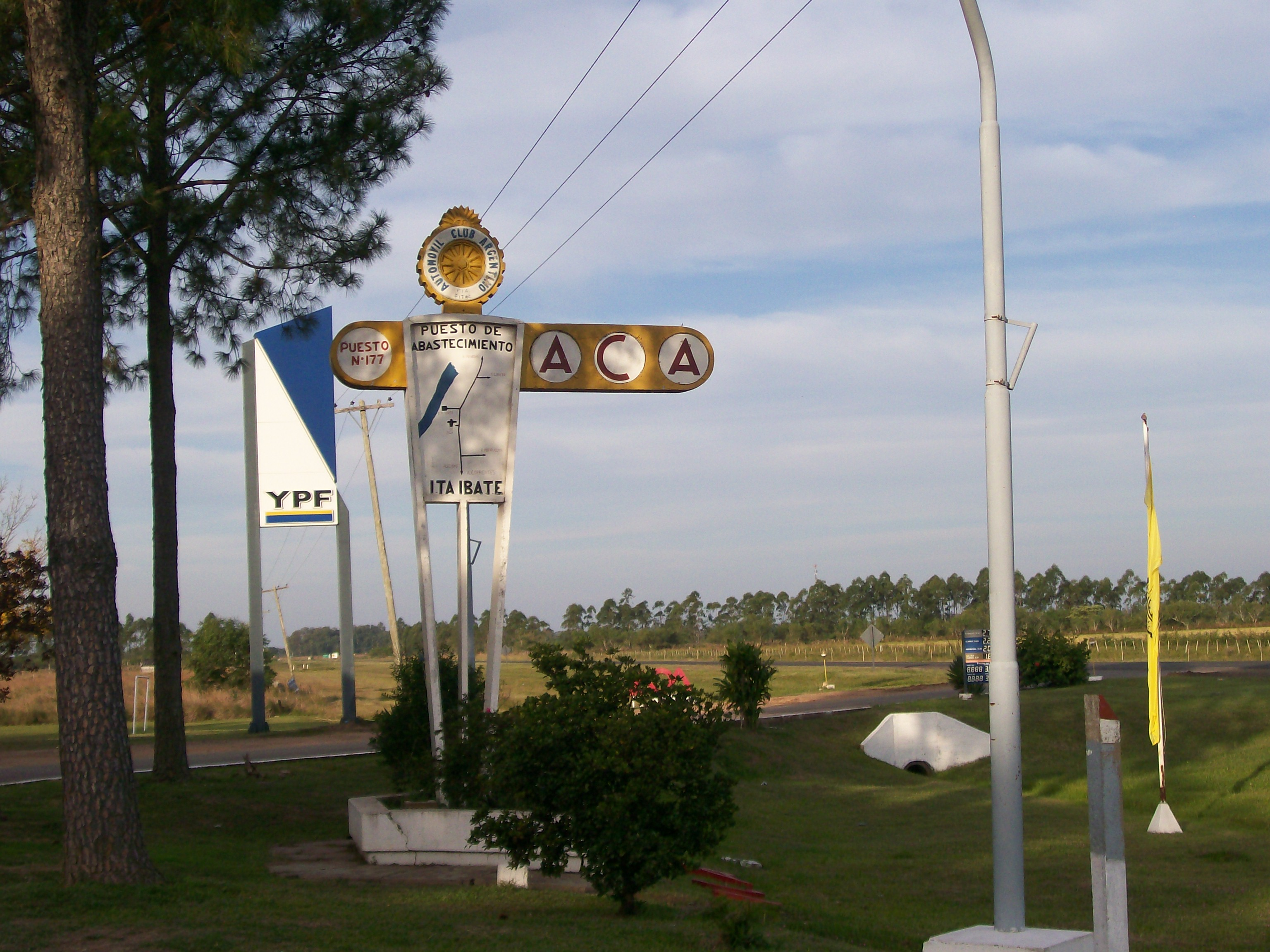
Estación de servicio del ACA en Itá Ibaté, Provincia de Corrientes.

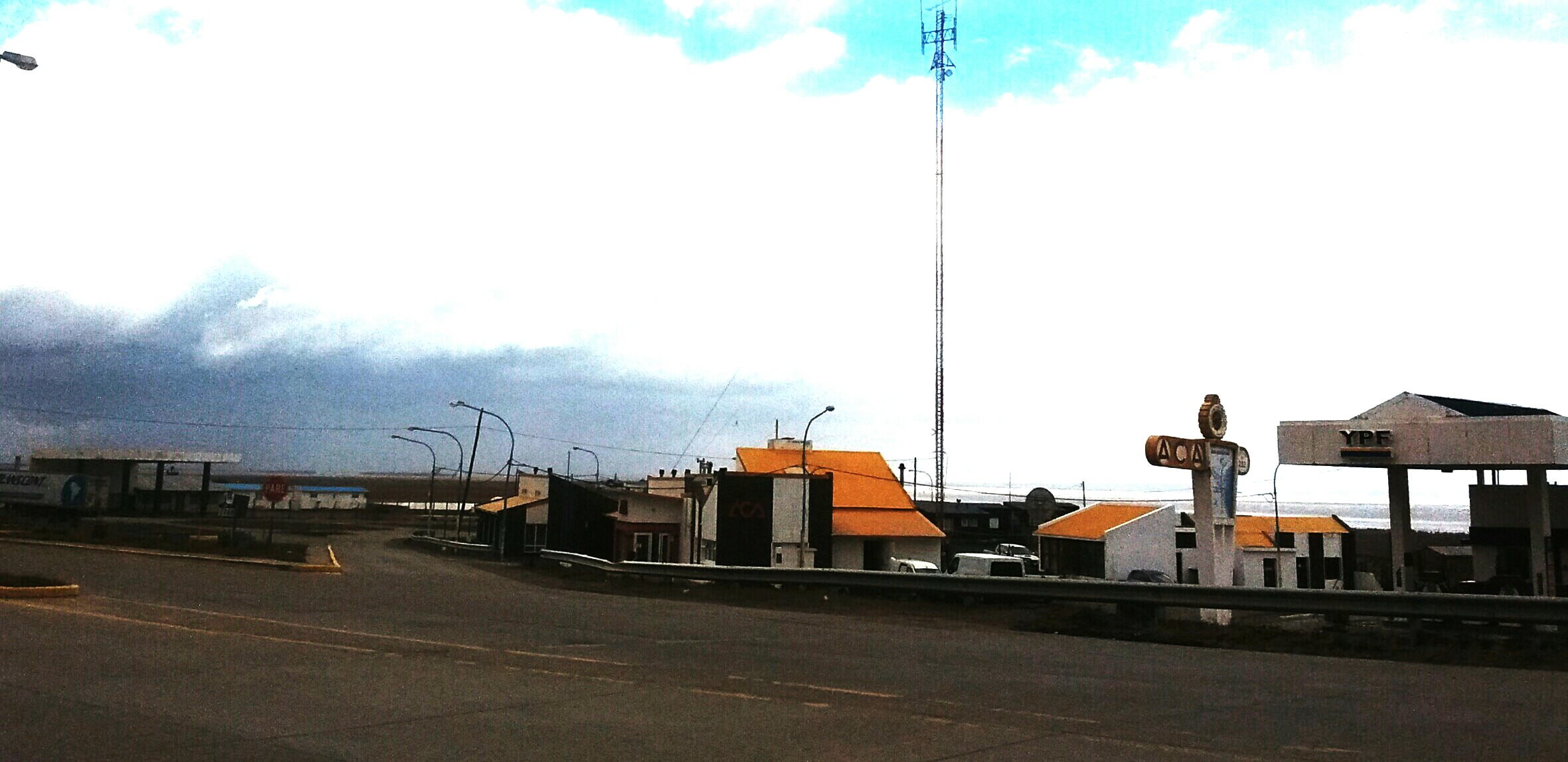
La filial más austral de todas da vida al caserío San Sebastián.

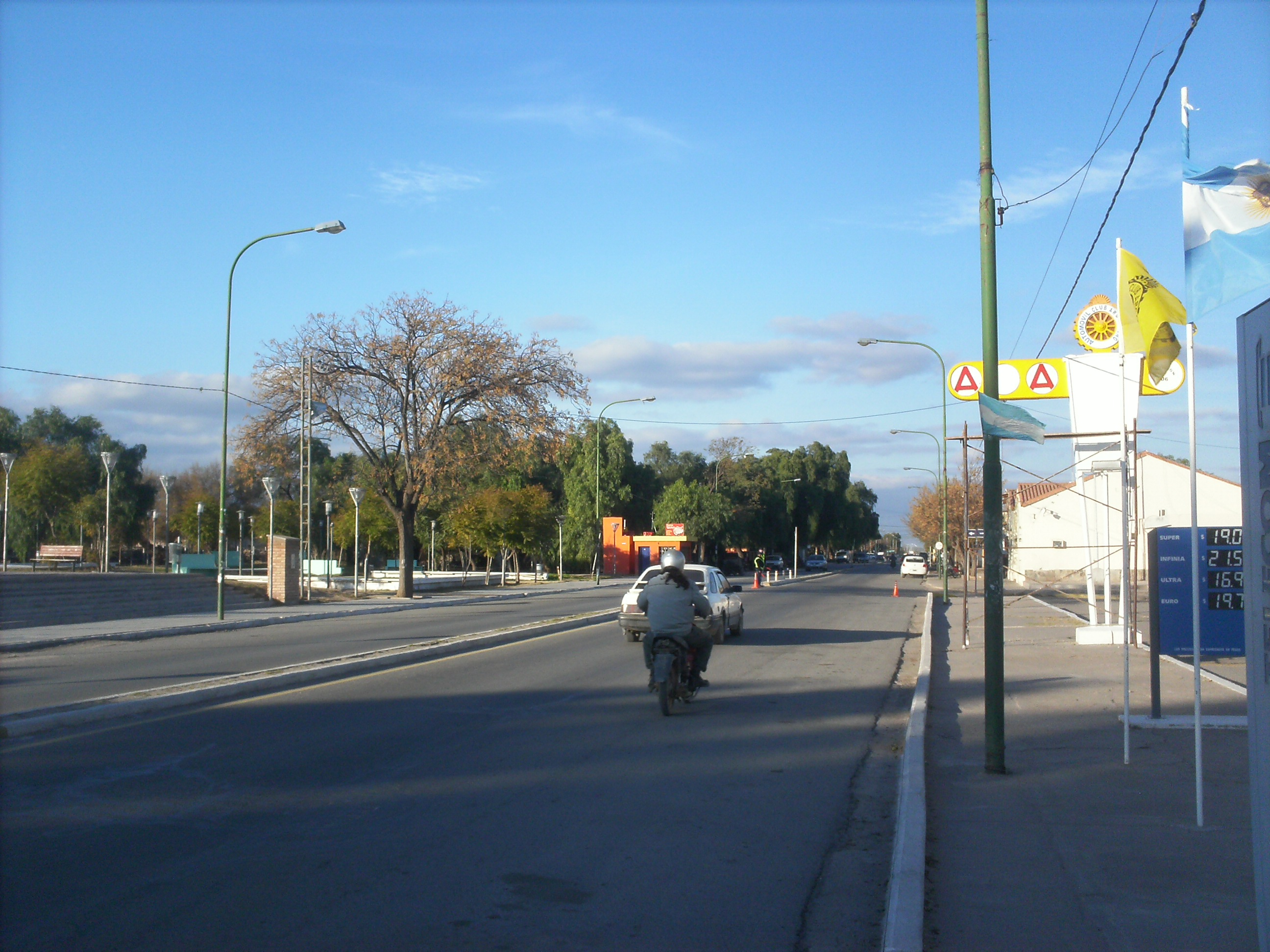
ACA en la entrada a Chepes por la ruta 141.

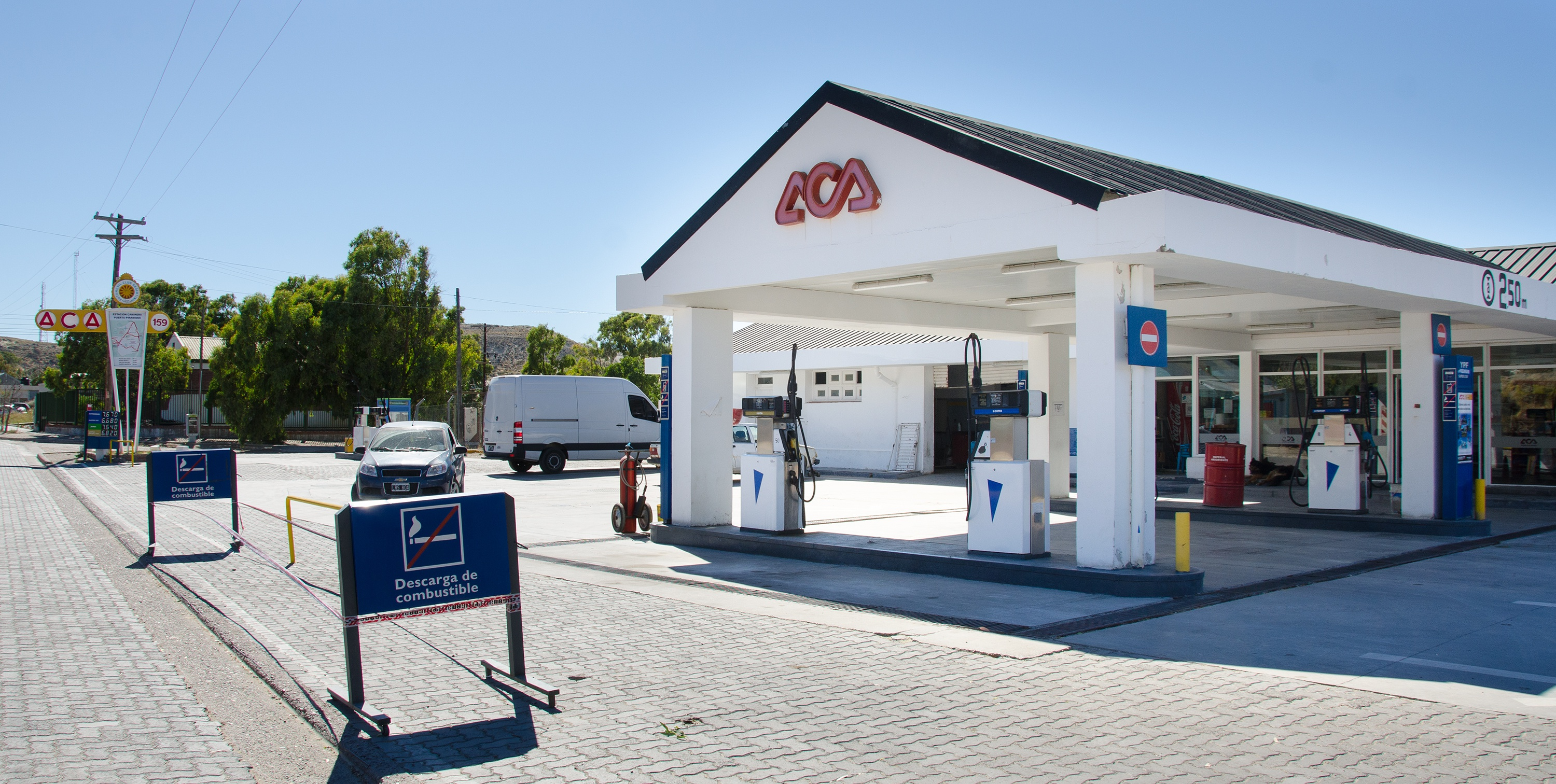
Estación de servicio del ACA en Puerto Pirámides, Península de Valdés.

Automóvil Club Argentino brinda cobertura en todo el territorio de la República Argentina.
- Provincia de Buenos Aires: Arrecifes, Avellaneda, Azul, Bahía Blanca, Bahía de los Lobos, Banfield, Bolívar, Camino Parque del Buen Ayre, Campana, Carhué, Colón, Carmen de Areco, Chascomús, Chivilcoy, Claromecó, Delta, Dolores, Don Torcuato, General Pirán, Gorchs, Ingeniero Maschwitz, Junín, La Plata, Lanús, Lincoln, Lomas de Zamora, Luis Guillón, Luján, Mar de Ajó, Mar del Plata, Martínez, Mercedes, Miramar, Morón, Necochea, 9 de Julio, Olavarría, Olivos, Pehuén-Co, Pilar, Pinamar, Punta Alta, Quilmes, Ramos Mejía, Río Tala, Samborombón, San Antonio de Padua, San Cayetano, San Clemente del Tuyú, San Justo, San Martín, San Miguel, San Nicolás, San Pedro, Santa Clara del Mar, Tandil, Tigre, Trenque Lauquen, Tres Arroyos, 25 de Mayo, Villa Bordeu, Villa Gesell, Zárate.
- Capital Federal: Barracas, Belgrano, Caballito, Congreso, Flores, Once, Palermo, Parque Almirante Brown, Tres de Febrero, Vélez Sarsfield, Villa Devoto.
- Catamarca: Catamarca, Hualfín, San Antonio de la Paz, San Martín, Tinogasta.
- Chaco: Resistencia, Roque Sáenz Peña, Barranqueras, Taco Pozo.
- Chubut: Comodoro Rivadavia, Esquel, Garayalde, Los Altares, Puerto Madryn, Puerto Pirámide, Punta Cuevas, Sarmiento, Trelew.
- Córdoba: Ascochinga, Canals, Córdoba, La Falda, Río Cuarto, San Francisco, Villa Carlos Paz, Villa del Dique, Villa María.
- Corrientes: Corrientes, Curuzú Cuatiá, Ita Ibaté, Paso de los Libres, Santo Tomé.
- Entre Ríos: Concepción del Uruguay, Concordia, Gualeguaychú, La Paz, Paraná.
- Formosa: Clorinda, Formosa, Ingeniero Juárez.
- Jujuy: Humahuaca, La Quiaca, San Salvador de Jujuy.
- La Pampa: Caleu Caleu, Colonia 25 de Mayo, General Pico, Santa Rosa.
- La Rioja: Anillaco, Chepes, Chilecito, Famatina, Chamical (ex Gob. Gordillo), La Rioja, Parque Yacampis, Villa Unión.
- Mendoza: Dique Cipolletti, Mendoza, Potrerillos, San Rafael, Villa La Paz.
- Misiones: Bernardo de Irigoyen, Eldorado, Oberá, Posadas, Puerto Iguazú.
- Neuquén: Chos Malal, Neuquén, Piedra del Águila, San Martín de los Andes, Traful, Villa la Angostura, Zapala.
- Río Negro: Choele Choel, Cipolletti, El Bolsón, General Roca, Lago Mascardi, Las Grutas, Los Menucos, San Carlos de Bariloche, Sierra Grande, Viedma.
- Salta: Cachi, Cafayate, Rosario de la Frontera, Salta, Tartagal.
- San Juan: El Encón, Jáchal, Las Flores, San Juan, Valle Fértil.
- San Luis: San Luis, Villa Mercedes.
- Santa Cruz: El Calafate, Río Gallegos.
- Santa Fe: Ceres, Firmat, Rafaela, Reconquista, Rosario, Rufino, Santa Fe, Timbúes (camping), Tortugas, Venado Tuerto.
- Santiago del Estero: Santiago del Estero, Termas de Río Hondo, Villa Ojo de Agua.
- Tierra del Fuego: Río Grande, San Sebastián, Ushuaia.
- Tucumán: San Miguel de Tucumán, Dique El Cadillal, Tafí del Valle, Ciudad Alberdi (Ex Villa Alberdi).

## Sede central
La actual sede central del Automóvil Club Argentino es un imponente edificio que fue proyectado en 1940 por un equipo de notables arquitectos del movimiento racionalista argentino, compuesto por Jorge Bunge, el estudio Jacobs, Giménez y Falomir, Héctor Morixe, Sánchez, Lagos y de la Torre y el ingeniero Antonio Vilar (con colaboración del alemán Willi Ludewig). Fue construido en la Avenida Alvear (desde 1950, Avenida del Libertador), en un terreno donde existía desde fines del siglo XIX el Armenonville, un restaurante y salón de espectáculos en donde habían actuado importantes figuras musicales. El barrio circundante, Palermo Chico, era “un marco de suntuosas residencias, algunas de rancio estilo clásico”.
El nuevo edificio del Automóvil Club Argentino fue construido por la GEOPÉ e inaugurado el 27 de diciembre de 1942, y se transformó en un ícono de la arquitectura moderna en la Argentina, un país a donde el gusto por la estética académica francesa se prolongó hasta mediados del siglo XX. La sede ocupa una manzana completa, y en realidad se compone de dos sectores bien diferenciados.
La sede social ocupa el lado del terreno que da a Avenida del Libertador, y ocupa un monumental edificio cuadrangular de planta baja y once pisos, cuya fachada con ventanales verticales está revestida en dolomita. La planta baja posee el gran hall de acceso, de doble altura, con la batería de ascensores y la escalera. En el primer piso está el hall de exposiciones y los salones de Turismo y de Actos, hasta el séptimo piso siguen las oficinas administrativas, y el octavo piso está destinado a la Comisión Directiva. En el décimo piso existió un restaurante y salón comedor, luego clausurado por la Municipalidad, en el noveno piso están los comedores del personal jerárquico.
Toda la sede social fue decorada con murales, frisos y relieves de prestigiosos artistas, como José Fioravanti, Gonzalo Leguizamón Pondal, Alfredo Guido Emilio Centurión, Daniel Ortoliani y Jorge Soto Acébal.
La estación central de servicio ocupa el frente posterior que da a la calle José L. Pagano, y es un hemiciclo revestido en ladrillo refractario, que originalmente tenía cuatro pisos, y luego fue ampliado a siete. En la planta baja funcionan los surtidores de nafta y un servicio mecánico de emergencia, y luego se accede por una rampa a los sucesivos pisos, donde funcionan playas de estacionamiento. En el primer piso se ubicó la planta de engrase con doce fosas, en el segundo está el centro de lavado y un anfiteatro y sala de proyecciones

## Servicios culturales

### Museo
El museo se encuentra ubicado en el primer piso de la sede central, y en él se pueden apreciar autos antiguos y de carrera, hasta la década de 1970. En las paredes de las salas se pueden observar fotografías, recortes de diarios y otros documentos, todos relacionados con la historia de la institución y de las carreras de automóviles en la República Argentina. El museo también alberga carteles de ruta, bombas de agua y gasolina, trofeos, cascos y vitrinas, en las que se exhiben exponentes de automodelismo. Muchas de las imágenes y textos se refieren a corredores argentinos, principalmente a Juan Manuel Fangio, quien es considerado el más grande corredor del país.

### Biblioteca
En el cuarto piso de la sede central se puede acceder a la biblioteca, que cuenta con más de 20.000 volúmenes y posee principalmente bibliografía especializada en automovilismo, como técnica automotriz, tránsito y vialidad, y turismo. También alberga información sobre las carreras y los diferentes circuitos (tanto nacionales como internacionales), revistas, diarios, libros y catálogos, entre otras cosas.